# スティーヴン・モリス
スティーヴン・モリス（Stephen Morris、1957年10月28日 - ）は、イギリス出身のミュージシャン。ジョイ・ディヴィジョン、およびニュー・オーダーのドラマーとして知られる。2009年からはバッド・ルーテナントにサポートドラマーとして参加した。

## 来歴
1957年10月28日にマクルズフィールドにて生まれる。ジョイ・ディヴィジョンのメンバーでは一番年下である。学生時代はキングス・スクールというインデペンデント・スクールに通っており、イアン・カーティスの一学年後輩であった。父親の台所建具の仕事の手伝いをしていた19歳のときにワルシャワ（ジョイ・ディヴィジョンの前バンド名）のドラマー募集の張り紙を見て応募し、メンバーの一員となる。スティーヴンは最後にバンドに加入したメンバーであった。
彼のしばしば「機械的」とも評される硬質的で重みのあるドラミングで、「Stylus Magazinesが選ぶ50人の偉大なドラマー」の第5位に選出されている。ニュー・オーダー結成後に大々的に取り入れたエレクトロニックドラムをメジャーな存在にした功績も大きな要因となっている。

## 私生活
ニュー・オーダー結成後、同バンドのキーボーディストで、ジョイ・ディヴィジョン時代から彼のガールフレンドであったジリアン・ギルバートと結婚、二女を儲ける。二人は1990年にユニット「ジ・アザー・トゥー」を結成し二枚のアルバムを発表している。現在二人はマクルズフィールド郊外のレイノーという村で暮らしている。
趣味の一つに戦車収集がある。

## エピソード
2019年、愛器として所有していたヴァイオリンを乗車していた電車に置き忘れて紛失する失態を犯した。この時に無くしたヴァイオリンは1709年にバイオリンメーカーのデビッド・テクラー社によって作られた310年物のビンテージ品で、日本円にして時価3500万円相当の超高級品であった。イギリス鉄道警察挙げての大捜索となったが、拾得者が名乗り出たことで無事に手元に戻り、事なきを得たという。